# Dème du Pirée
Le dème du Pirée, en grec moderne : Δήμος Πειραιά / Dímos Pireá, est un dème de l'Attique en Grèce. 
Selon le recensement de 2011, la population du dème s'élève à 163 688 habitants.